# Фауна Бутана

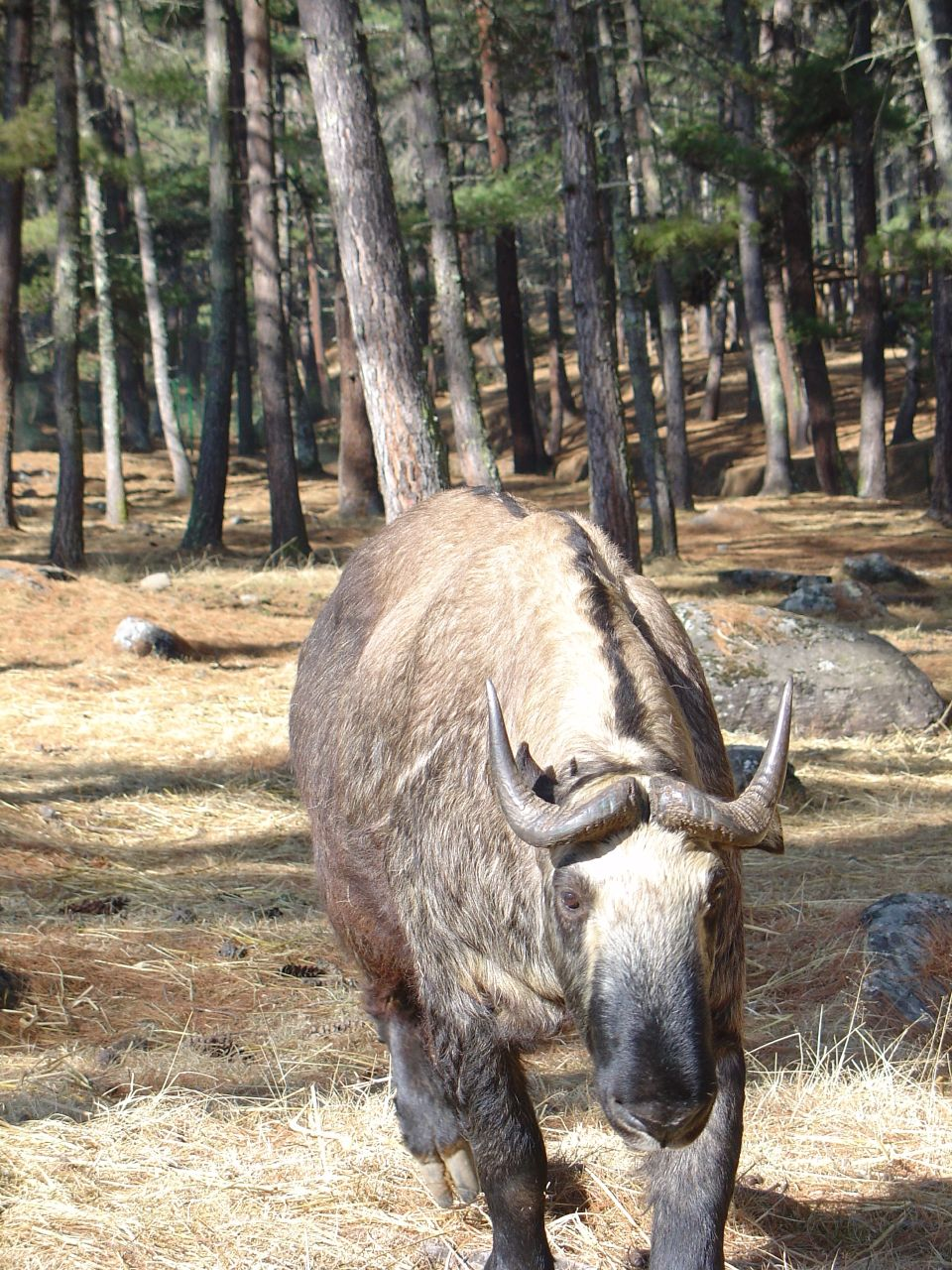
Национальный символ Бутана — Таки́н (Budorcas taxicolor)

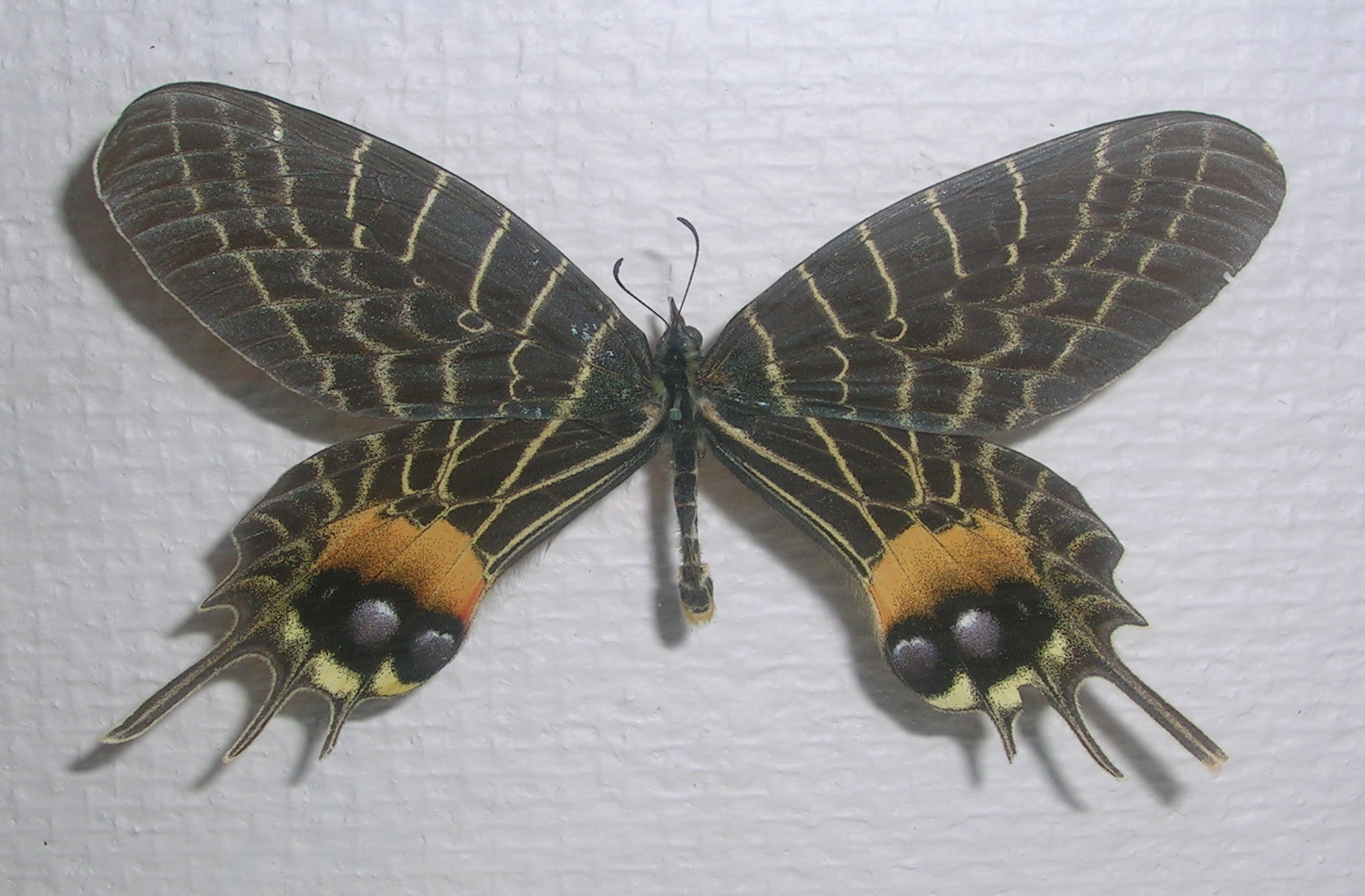
Парусник «Слава Бутана»

Фауна Бутана — совокупность видов животных, обитающих в Бутане. Благодаря уникальному географическому расположению и относительно сохранившейся природной обстановке фауна Бутана наиболее богата среди стран Азии сравнимых размеров, одних только млекопитающих насчитывается более 160 видов.
В узком тропическом и субтропическом поясе, расположенном вдоль южной границы Гималаев, обитают представители индомалайской фауны, в том числе млекопитающие — азиатский слон, индийский носорог, гаур, азиатский буйвол, свиной олень, дымчатый леопард, бинтуронг, барасинга, карликовая свинья, щетинистый заяц, губач, золотой лангур, а также птицы — птицы-носороги, трогоны. В этих лесах встречаются змеи, многочисленные москиты и другие кровососущие насекомые
К северу, выше в горах, обитают палеарктические животные — макаки, тигры, леопарды, горалы, серау, гималайский медведь, лиса, олени и др. Высокогорных млекопитающих представляют такин, нахур, малая панда, ирбис, бурый медведь, волк, манул, оронго.
В Бутане можно встретить 770 видов птиц, как палеарктического, так и индомалайского происхождения. Наиболее богата видами (более 700) тропическо-субтропическая зона, расположенная на высотах до 2000 м. Умеренная зона (2000—4000 м) является домом для около 500 видов птиц. На высоте более 4000 м представлены всего 94 вида. Территория Бутана является местом зимовки многих перелётных птиц (черношейный журавль). В Бутане сохранились некоторые исчезающие виды, например, белобрюхая цапля.
Многочисленных рептилий представляют болотный крокодил, гавиал, речные черепахи, питоны и ящерицы. Тропическая и субтропическая фауна земноводных исключительно богата. Много бабочек, среди них представители семейства парусников, в том числе парусник «Слава Бутана», Teinopalpus imperialis, редкие виды родов Troides, Atrophaneura.